# Mitra (Altertum)
Die Mitra (altgriechisch μίτρα mítra, deutsch ‚Leibbinde, Gürtel, Binde‘, lateinisch mitra) ist im archaischen Griechenland ein dem Schutz des Unterleibes dienendes Teil der Rüstung. In der minoischen Archäologie wird die Mitra mit insbesondere auf Kreta gefundenen halbkreisförmigen Bronzeblechen der früharchaischen Zeit assoziiert. Das entsprechende Rüstungsteil der Salier, der römischen Waffentanzpriester, wurde auch mitra genannt.
Als ikonographisches Element von Götterbildern ist die mitra das nach genauen Regeln geschlungene Haar- oder Kopfband bestimmter orientalischer oder mit dem Osten assoziierter Götter, besonders des Dionysos, was sich in dem Beinamen mitrēphóros (μιτρηφόρος ‚Mitraträger‘) ausdrückte. Als königliches Attribut war die Mitra kennzeichnend für die kyprischen Könige, im Hellenismus war die goldverzierte mitra gleichbedeutend mit der Königsbinde (diadema).
Als priesterliches Attribut wurde die mitra von den Tänzern der Kybele und von den Priestern des Herakles auf Kos getragen, ferner von jüdischen Hohenpriestern und schließlich auch von hohen christlichen Priestern (siehe Mitra).
Im profanen Bereich war in der griechischen und römischen Antike mitra allgemein ein langes (Kopf-)Tuch, speziell das von den Lydern übernommene, von jungen Frauen getragene Kopfband, auch wird das Brustband (Fascia pectoralis) als mitra bezeichnet. Die Siegerbinde der Athleten und der Rennfahrer wird gelegentlich ebenfalls mitra genannt.
Schließlich wurde jedes zu einer Mütze oder einer Art Turban geschlungene lange Tuch, das von Orientalen getragen wurde, als mitra bezeichnet, weshalb im Lateinischen mitra die Bedeutung „Turban“ hat. Von Männern getragen, galt sie als Kennzeichen von Verweichlichung und Stutzertum. In der verwaschenen Bedeutung einer orientalischen Kopfbedeckung schlechthin wird dann zwischen mitra und der ebenfalls orientalischen tiara nicht genau unterschieden. In der Moderne hat dann Mitra die spezielle Bedeutung der bischöflichen Kopfbedeckung erhalten, Tiara bezeichnet die Papstkrone und das Diadem ist ein wertvoller (profaner) Kopfschmuck und wird zum Braut- oder Ballkleid getragen.